# Dag Szepanski
Dag Szepanski (* 25. prosince 1943, Bromölla) je bývalý švédský fotbalista, útočník. V roce 1967 byl nejlepším střelcem švédské ligy.

## Fotbalová kariéra
Začínal v týmu Ifö Bromölla IF.
Ve švédské lize hrál za Malmö FF a AIK Stockholm, nastoupil ve 141 ligových utkáních a dal 64 gólů a s Malmö získal v roce 1967 double. V Poháru mistrů evropských zemí nastoupil ve 2 utkáních, v Poháru UEFA nastoupil ve 2 utkáních a ve Veletržním poháru nastoupil ve 2 utkáních a dal 1 gól. Za reprezentaci Švédska nastoupil v roce 1972 v zápase kvalifikace na Mistrovství světa ve fotbale 1974 proti Maltě, ve kterém dal 1 gól.

## Ligová bilance
| Ročník                 | Zápasy | Góly | Klub                |
| ---------------------- | ------ | ---- | ------------------- |
| 2. švédská liga 1963   | -      | -    | Ifö Bromölla IF     |
| 2. švédská liga 1964   | -      | -    | Ifö Bromölla IF     |
| 2. švédská liga 1965   | -      | -    | Ifö Bromölla IF     |
| 2. švédská liga 1966   | -      | -    | Ifö Bromölla IF     |
| 1. švédská liga 1967   | 22     | 22   | Malmö FF            |
| 1. švédská liga 1968   | 20     | 8    | Malmö FF            |
| 1. švédská liga 1969   | 8      | 3    | Malmö FF            |
| 1. švédská liga 1970   | 22     | 6    | AIK Stockholm       |
| 1. švédská liga 1971   | 22     | 5    | AIK Stockholm       |
| 1. švédská liga 1972   | 21     | 13   | AIK Stockholm       |
| 1. švédská liga 1973   | 26     | 7    | AIK Stockholm       |
| 2. švédská liga 1975   | -      | -    | Jönköpings Södra IF |
| CELKEM 1. švédská liga | 141    | 64   |                     |